# Gorka Palacios
Gorka Palacios Alday (Durango 17 de octubre de 1974) es un activista de la organización Euskadi Ta Askatasuna (ETA) que fue jefe militar de la misma junto a Ibon Fernández Iradi.
La policía española lo consideró integrante del Comando Larrano de ETA que estuvo activo en el verano de 1996 colocando diversas bombas en Málaga, Almuñécar, Granada y Jaén. Huyó de Baracaldo en 1997 y formó parte del Comando Donosti y después del Comando Madrid, participando en el atentado que costó la vida al teniente coronel Pedro Antonio Blanco, el 21 de enero de 2000, y que supuso la ruptura de la tregua de ETA con el gobierno de José María Aznar.
Fue detenido en Francia en 2003 y condenado junto a Ibon Fernández Iradi en noviembre de 2009 a 18 años de prisión como jefe militar de ETA. Fue entregado a España provisionlmente en marzo de 2010 para ser juzgado en uno de los múltiples casos que tenía pendientes. En septiembre de 2010 fue condenado a 83 años de prisión por la Audiencia Nacional de España por asesinato terrorista, estragos terroristas, cuatro delitos de lesiones terroristas y 16 faltas de lesiones, en el atentado del Comando Madrid en julio de 2001 junto a Aitor García Aliaga y Ana Belén Egües Gurrutxaga en el que fue asesinado el policía nacional Luis Ortiz de la Rosa. Fue el primer miembro de ETA condenado tras el alto el fuego de la banda en 2010.